# Institut français d'histoire sociale
L'Institut français d'histoire sociale (també conegut per les seves sigles IFHS) és una institució científica francesa creada el desembre de l'any 1948 per Georges Bourgin (director general dels Arxius de França) i Édouard Dolléans (a l'època professor a la facultat de dret de la Universitat de París i historiador del moviment obrer) amb la voluntat de reunir i unificar documentació i arxius privats existents sobre la temàtica dels moviments socials i els seus actors. L'IFHS és una associació reconeguda com d'utilitat pública des d'un decret de 1957. La seva seu es troba en un local dels Arxius nationals francesos, al número 60 de la rue des Francs-Bourgeois de la ciutat de París. El seu dirari oficial va veure la llum el 14 de gener de 1949.
L'IFHS és propietari de 622 fons que contenen llibres, folletons, periòdics, cartells, dibuixos i fotografies. El fons, que consta de més de 10.000 volums i uns 30.000 folletons, va ser constituït gràcies a donacions i llegats. Aquests documents s'ocupen del període històric que abasta des del començament del segle xix fins a les acaballes del segle xx. Entre les seves temàtiques s'hi poden trobar documents del fourierisme, la Comuna de París, la Revolució Russa, la Revolució social espanyola de 1936, així com la història de l'esquerra francesa i el sindicalisme. Les tendències pertanyents a l'anarquisme hi gaudeixen de representació en els fons de Lamberet, Delesalle, Dolléans, Dommanget, Grave i Kropotkin.
Degut a la manca de lloc suficient dins dels locals dels Arxius Nacionals de França, l'IFHS s'ha vist obligat a transferir les seves col·leccions de publicacions periòdiques als Arxius Contemporanis de Fontainebleau i de frenar l'adquisició de nous volums.
L'IFHS organitza de manera freqüent conferències i debats entorn a les noves tesis sobre la història social plantejades pels universitaris i assagistes. Actualment edita una revista anomenada Le Mouvement social. L'institut també és membre del Collectif des centres de documentation en histoire ouvrière i sociale (CODHOS).